# Acordeão

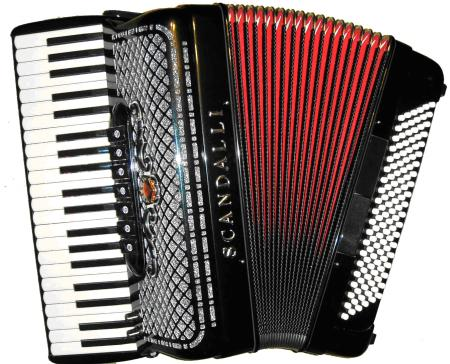
Acordeão cromático (teclado) - Scandalli Sonolite de 120 baixos

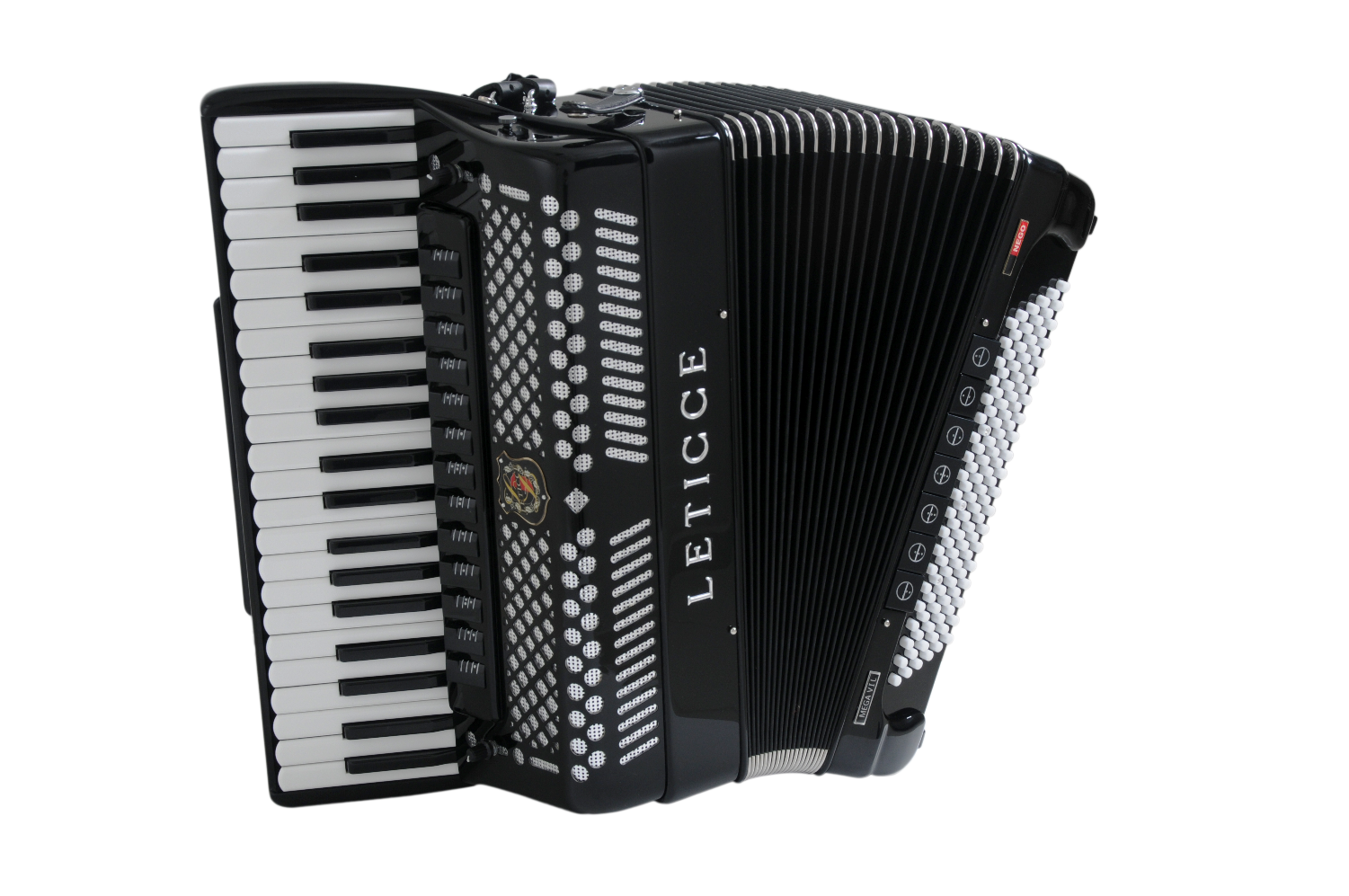
Acordeon Leticce, Mega 6.ª L de 120 baixos

O acordeão (no Brasil também denominado sanfona, acordeom e gaita) é um instrumento musical aerofone de origem alemã, composto por um fole, palhetas livres e duas caixas harmónicas de madeira. É um instrumento de tecla.

## Etimologia e uso
A palavra "acordeão" vem do alemão akkordium, pelo francês accordéon. No Brasil é comum o uso das formas não preferenciais acordeon e acordeom.
Na Região Nordeste do Brasil, o instrumento é conhecido como sanfona, embora este termo designe originalmente um instrumento musical de cordas muito tensas, similar à rabeca. "Sanfona" vem do grego σῠμφωνῐ́ᾱ, pelo latim symphonia. Inicialmente, o termo sanfona denominava a concertina devido à similaridade do som produzido, depois passou a designar qualquer instrumento formado por um fole estruturado em pregas. Tal acepção posteriormente ganhou ainda mais difusão, sendo usada para caracterizar qualquer objeto semelhante a uma sanfona ("porta sanfonada", "pasta sanfonada" etc.). Devido à disseminação da cultura nordestina em outras regiões do Brasil, tal uso é hoje nacional.
O uso do termo gaita como sinônimo de acordeão é particularmente comum no Rio Grande do Sul e em Cabo Verde).

## História

### Ocheng

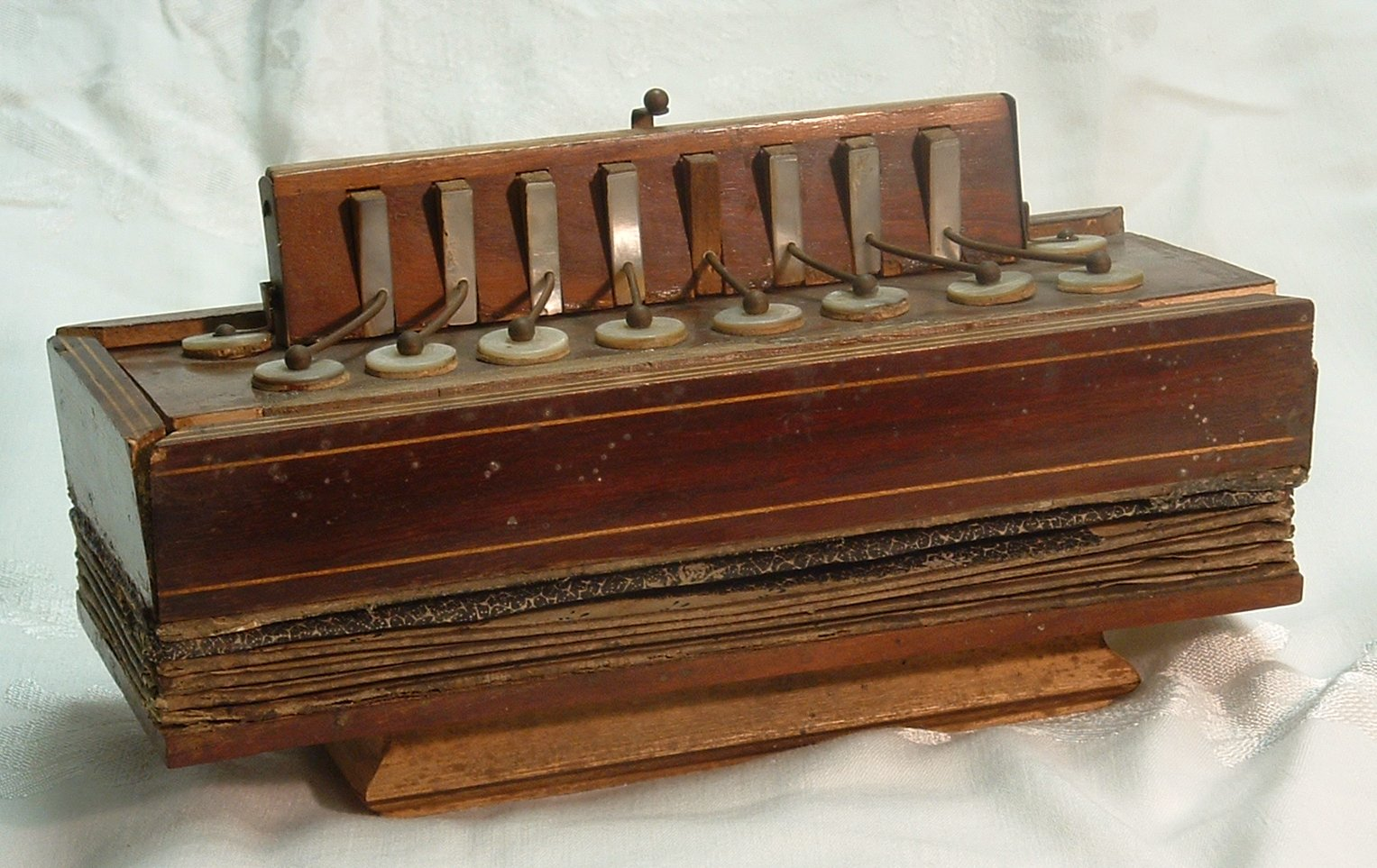
Acordeão de 1830

Em 2700 a.C., foi inventado, na China, o instrumento musical denominado cheng, que é tocado até hoje. É uma espécie de órgão portátil tocado pelo sopro da boca. Tem a forma de uma fénix, que os chineses consideram a rainha entre as aves. O cheng é dividido em 3 partes:
1. Recipiente de ar;
2. Canudo de sopro;
3. Tubos de bambu.

O recipiente de ar parece o bojo de um bule de chá. O canudo de sopro tem a forma de bico de bule ou do pescoço de um cisne. A quantidade dos tubos de bambu variava, porém, a mais usada é a de 17. Interessante é que, destes 17 tubos de bambu, 4 não têm a abertura embaixo para a entrada do ar, sendo, portanto, mudos e colocados somente por uma questão de estética. Na parte superior do recipiente de ar ou reservatório de ar, existem as perfurações onde são fixados os tubos de bambu. Em cada tubo, é colocado a lingueta ou palheta, para produzir o som. Este recipiente (espécie de cabaça) é abastecido constantemente pelo sopro do músico, que tapa, com as pontas dos dedos, os pequenos orifícios que existem na parte inferior de cada tubo. De acordo com a música a ser executada, ele vai soltando os dedos, podendo formar até acordes. Em cada tubo de bambu, há um caixilho próprio para ser colocada a lingueta, presa por uma extremidade e solta na outra, que vibra livremente quando o ar comprimido a agita.
O cheng é o precursor do harmónio e do acordeão, pois foi o primeiro a ser idealizado e construído na família dos instrumentos de palheta. De acordo com a região que era usado, o cheng recebia nomes diferentes: schonofouye, hounofouye, tcheng, cheng, khen, tam kim, yu, tchao e ho.

### Invenção do acordeão na Europa
De acordo com o padre jesuíta Amiot, o cheng foi levado da China para São Petersburgo, na Rússia, onde Kratzenstein (Christien Theophile), doutor em filosofia, em medicina e professor da Faculdade de Medicina da Universidade de Copenhague, nascido em Wernigerode, na Prússia, em 1723, examinou o instrumento e verificou que o seu agente sonoro era uma lâmina de metal que vibrava por meio do sopro, produzindo sons graves e agudos.
Ele sugeriu que Kirschnik aplicasse, nos tubos dos órgãos de sua fabricação, esta lâmina livre de metal, o que foi feito em 1780. Da Rússia, passou para a Europa, tendo a Alemanha tomado grande interesse sobretudo nos instrumentos de órgão. Foi daí que Christien Friederich Ludwig Buschmann, fabricante de instrumentos, teve a ideia de reunir várias lâminas afinadas e fixadas numa placa formando uma escala cujos sons se faziam ouvir passando rapidamente através do sopro, isto em 1822. Mais tarde, ele transformou esta pequena placa num instrumento musical para brinquedo de criança, tocado com as duas mãos, ao qual deu o nome de handaolina ou harmónica de mão. Para tanto, aumentou o número de palhetas de metal e o tamanho do aparelho , anexando- lhe um pequeno fole e uma série de botões. Este instrumento, depois, segundo a história, foi aperfeiçoado por Koechel e, 7 anos mais tarde, o austríaco Cirilo Demian construiu, em Viena, um instrumento rudimentar de palheta livre, teclado e fole, ao qual, em virtude de ter 4 botões na parte da mão esquerda que, ao serem tocados com os dedos afundados, permitiam a obtenção do acorde, deu o nome de acordeão, nome que ficou definitivamente ligado ao instrumento através de inúmeros aperfeiçoamentos.
O sistema de palheta livre já havia sido aperfeiçoado por Grenié em 1810, na França, sendo rico em sonoridade e dando origem ao órgão. O francês Pinsonat empregou o mesmo sistema no alamiré ou diapasão tubular que veio a chamar-se tipófono ou tipótono e do qual se originou a gaita de boca, cuja invenção se deve a Eschenbach. A gaita de boca é um conjunto de palhetas metálicas como linguetas, dispostas cada uma em seu caixilho e vibradas pelo ar soprado pela boca.
Na França, o acordeão foi aperfeiçoado em 1837 por C. Buffet. Segundo todos os tratados sobre o assunto, o acordeão nada mais é do que o aperfeiçoamento de diversos instrumentos do mesmo género, como o oeline de Eschenbach, o aerophone de Christian Dietz, a physarmónica de Hackel, etc., tomando, desde esta data, sua forma definitiva e seus variados registos para mudança de intensidade e timbre do som.
Mais tarde, com a escala cromática, o acordeão pôde produzir qualquer melodia ou harmonia e inúmeros fabricantes o aperfeiçoaram colocando registros, tanto na mão direita com na esquerda, para maior variedade de sons. Na Alemanha, o primeiro acordeão foi construído em 1822, em Berlim, é deste país que vêm os célebres acordeões da marca Hohner. Os primeiros acordeões italianos foram construídos em 1863 em Castelfidardo, em Ancona, surgindo depois Paolo Soprani e Stradella-Dellapé.

## Acordeão

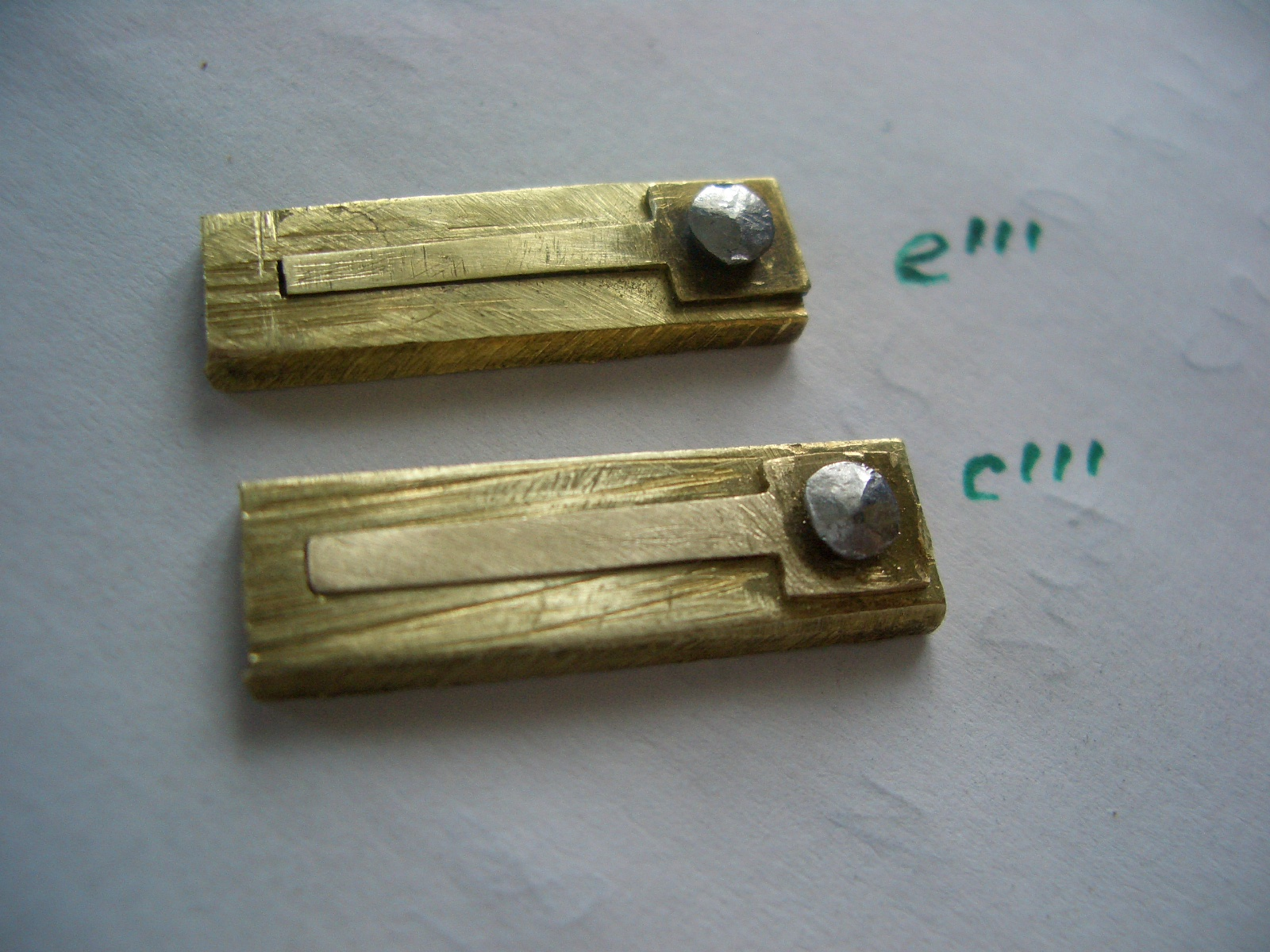
Palhetas de registro flautim

O acordeão possui palhetas, fixadas em pequenos suportes de madeira chamados de castelos. O som do acordeão é criado quando o ar que está no fole passa por pequenos tubos nos castelos que o direcionam até as palhetas, com a pressão do ar as palhetas vibram gerando o som. Quanto maior o tamanho da palheta, mais grave o som produzido. Quanto mais forte o ar é forçado para as palhetas, mais intenso é o som. O movimento do fole é controlado com o braço esquerdo.
A maioria dos acordeões tem quatro vozes, que são diferentes oitavas para uma mesma tecla ou botão. Portanto, num acordeão de quatro vozes com o registro 'master' pressionado, ao tocar um Dó, na verdade são tocados dois Dós na oitava que pressionou, um Dó uma oitava acima e um Dó na oitava abaixo, e isso é responsável pelo som único do acordeão.

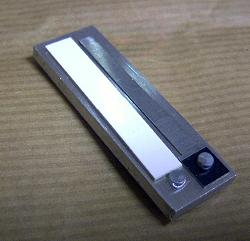
Voz de um acordeão moderno

### Teclado ou botões

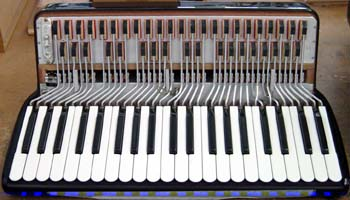
Teclado e alavancas de válvula

No que toca ao lado direito do acordeão, um acordeão cromático pode ter botões ou teclado.
O acordeão com teclado ou piano, é composto por um teclado de um piano colocado na vertical, com as notas mais graves em cima e as mais agudas em baixo. O acordeão cromático com botões, apresenta botões cujo número pode variar, que são tocados com a mão direita, e cuja disposição dos botões segue a ordem das escalas cromáticas.
Além destes tipos, existe, actualmente, o acordeão de baixo solto, que é construído como o campo esquerdo do piano, sendo possível formar acordes mais sofisticados.
Ao pisar uma tecla do teclado ou um botão, uma alavanca sobe, que libera um buraco ligado ao fole que permite o ar passar pelas palhetas e assim criar o som.

### Baixos
Os baixos são botões tocados com a mão esquerda que exercem função ou de baixo (como a tuba numa banda ou a mão esquerda em uma valsa para piano), tocando notas e acordes, num ritmo determinado pelo estilo de música (podem também ser pisados o baixo e o acorde simultaneamente para exercer a função do teclado em uma banda de rock) ou de baixo-livre (como os pedais em um órgão), mais usado em peças clássicas e dobrados.
A principal configuração de baixos é o sistema Stradella, na qual as duas primeiras fileiras são notas, sendo a segunda o baixo fundamental, que determina a tonalidade dos acordes abaixo, e a primeira, acima da segunda, o intervalo de terça maior a partir da fundamental. As outras 4 fileiras abaixo são os acordes maiores, menores, de sétima dominante e sétima diminuto, organizados em colunas a partir da nota de sua fileira, como demonstrado abaixo:

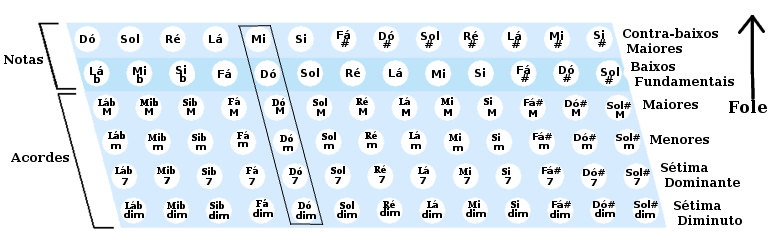
Esquema dos baixos de um acordeão 60 baixos.

Os baixos fundamentais e contra-baixos são organizados em quintas com a nota seguinte, como de si bemol para fá, de fá para dó, de dó para sol etc.

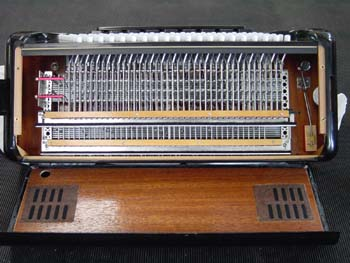
Parte de dentro dos baixos, mostrando o sistema de acordes

Quanto ao dedilhado dos baixos, a localização das notas em um acordeão de 120 baixos é feita através de marcas nos baixos fundamentais de lá bemol, dó e mi. A maioria dos acordeonistas eruditos utiliza o dedilhado 4-3-2-5, na qual os baixos fundamentais são tocados com o dedo 4, utilizando o dedo 2 para alcançar o botão ao lado(a quinta), quando necessário; o dedo 3 para os acordes maiores; e o dedo 2 para acordes menores, 7 dominante e 7 diminuto, se utilizando o dedo 3 para pisar o botão ao lado (a quinta), quando necessário, já que o dedo 2 estaria ocupado tocando o acorde. Em caso de necessidade de pisar o contrabaixo menor, utiliza-se o dedo 5, como com o dedo 4 em dó e o 5 em mi bemol. Obviamente, existem exceções, como em casos em que se utiliza o dedo 3 para pisar o baixo de dó e o dedo 4 para pisar o acorde de fá maior, entre outros casos especiais
Popularmente, também é utilizado o dedilhado 3-2-5, no qual se utiliza o dedo 3 e 2 para baixos e contrabaixos (o 5 em contrabaixos menores) e o 2 em todos os acordes, maiores, menores, 7 dominante e diminutos.
Em caso de baixo-livre, o dedilhado deve ser elaborado pelo acordeonista ou é fornecido na própria partitura, acima ou abaixo da nota.
A maioria dos acordeões com o sistema Stradella são com o seguinte número e configuração de baixos:
| Nome       | Colunas               | Fileiras |
| ---------- | --------------------- | --- |
| 12-baixos  | 6 Colunas: Si♭ a La   | baixo fundamental, acordes maiores |
| 24-baixos  | 8 Colunas: Mi♭ a Mi   | baixo fundamental, acordes maiores, acordes menores |
| 32-baixos  | 8 Colunas: Mi♭ a Mi   | baixo fundamental, acordes maiores, acordes menores, acordes de sétima dominante |
| 40-baixos  | 8 Colunas: Mi♭ a Mi   | contrabaixos maiores, baixo fundamental, acordes maiores, acordes menores, acordes de sétima dominante                                                                                |
| 48-baixos  | 8 Colunas: Mi♭ a Mi   | contrabaixos maiores, baixo fundamental, acordes maiores, acordes menores, acordes de sétima dominante, diminuído                                                                     |
| 48-baixos  | 12 Colunas: Ré♭ a Fá♯ | contrabaixos maiores, baixo fundamental, acordes maiores, acordes menores |
| 60-baixos  | 12 Colunas: Ré♭ a Fá♯ | contrabaixos maiores, baixo fundamental, acordes maiores, acordes menores, acordes de sétima dominante                                                                                |
| 72-baixos  | 12 Colunas: Ré♭ a Fá♯ | contrabaixos maiores, baixo fundamental, acordes maiores, acordes menores, acordes de sétima dominante, acordes de sétima diminuto                                                    |
| 80-baixos  | 16 Colunas: Si a Sol♯ | contrabaixos maiores, baixo fundamental, acordes maiores, acordes menores, acordes de sétima dominante                                                                                |
| 96-baixos  | 16 Colunas: Si a Sol♯ | contrabaixos maiores, baixo fundamental, acordes maiores, acordes menores, acordes de sétima dominante, acordes de sétima diminuto                                                    |
| 120-baixos | 20 Colunas: Lá a Lá♯  | contrabaixos maiores, baixo fundamental, acordes maiores, acordes menores, acordes de sétima dominante, acordes de sétima diminuto                                                    |
| 140-baixos | 20 Colunas: Lá a Lá♯  | contrabaixos maiores, baixo fundamental, acordes maiores, acordes menores, acordes de sétima dominante, acordes de sétima diminuto, acorde de sétima aumentado (ou contrabaixo menor) |

### Registros

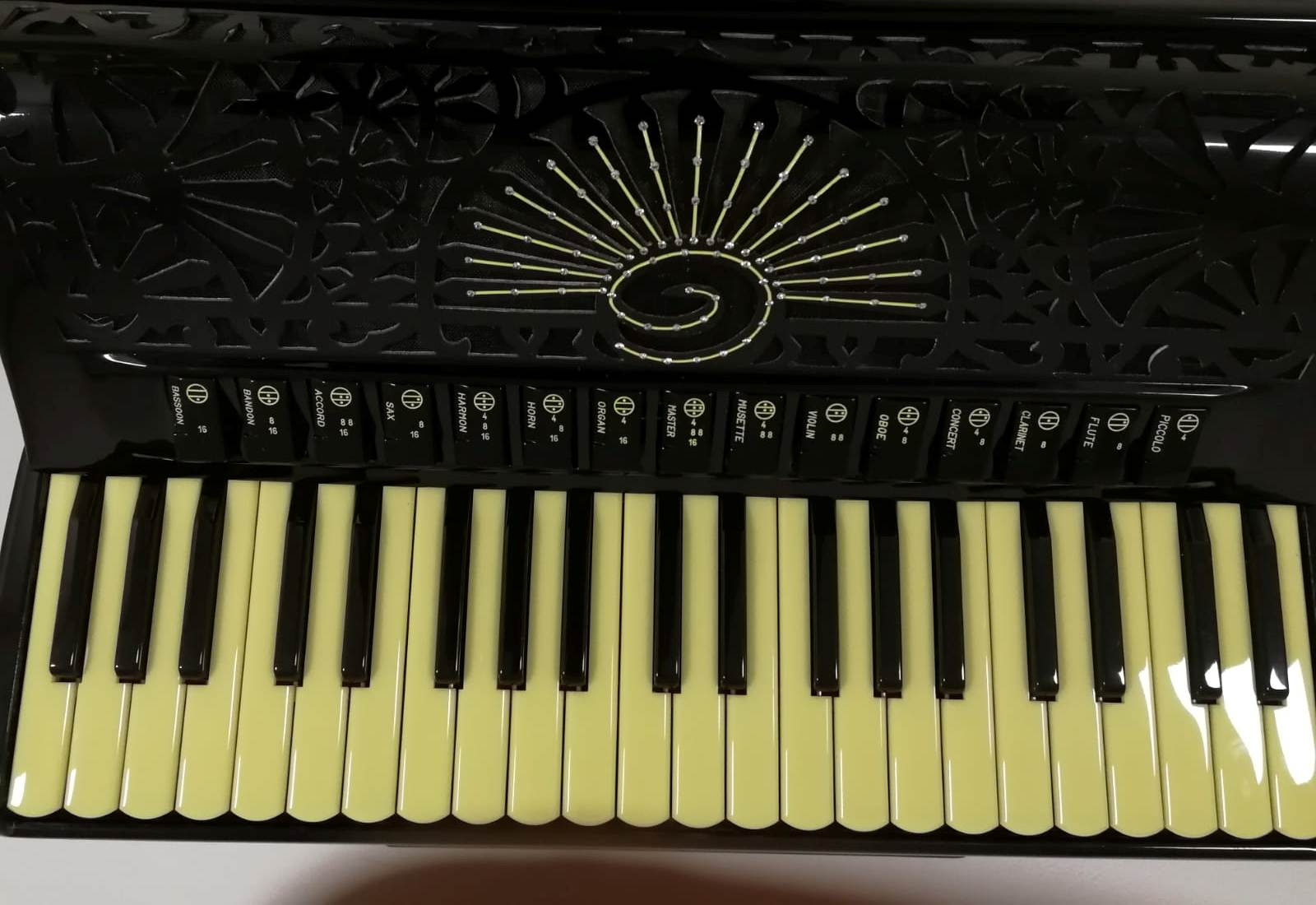
Um acordeão moderno com 15 registros no teclado.

Registros são teclas que modificam o som, alternando quais oitavas são tocadas. Localizam-se acima das teclas, no caso do teclado ou então próximos ao fole ou no caso dos baixos na parte de trás do acordeão.
Os registros mais comuns são:
- Master;
- Basson;
- Clarinete;
- Piccolo;
- Bandoneon;
- Accordion;
- Harmonium;
- Organ;
- Mussette;
- Violin;
- Flute;
- Oboé.

Entre muitos outros, podendo ter até mais de 30 teclas (repetindo alguns registros para melhor alcance durante a execução da música).
Os acordeões também possuem registros no lado da baixaria responsáveis por alternar as oitavas tocadas nos baixos. A quantidade desses registros varia conforme marca e modelo de cada instrumento.

## Notação musical
A notação musical do acordeão é feita em clave de sol e de fá, como ilustra o fragmento abaixo:

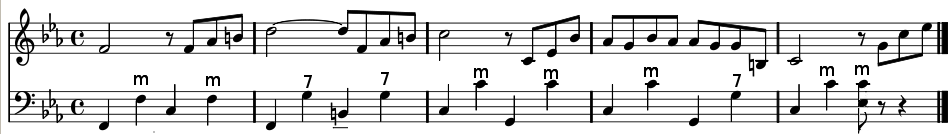
Fragmento de uma partitura escrita para acordeão

A clave de sol é escrita exatamente como em partituras para piano (no caso de acordeões cromáticos), obedecendo as mesmas normas de dinâmica e escrita, pois o teclado é idêntico.
É na clave de fá onde está a grande diferença entre a partitura de acordeão e piano. É organizada da seguinte maneira:
Abaixo da linha central do pentagrama (ré), as notas são baixos fundamentais ou contrabaixo. Se for baixo, é notada normalmente, como acontece com o fá logo no primeiro compasso, se for contrabaixo, recebe um traço logo abaixo da nota, como acontece com o Si no segundo compasso.
Acima da linha central do pentagrama, as notas são Acordes, recebendo, acima da nota, M (ou maj) para acorde maior, m (ou min) para acorde menor, 7 (ou S ou 'set') para acorde de sétima dominante e d (ou dim) para acordes de sétima diminuto.

## Tessitura

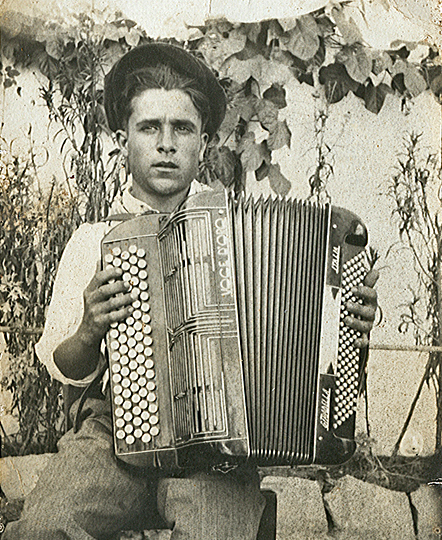
Acordeão Voce D'Oro, década de 1950.

A tessitura do teclado de um acordeão de 120 baixos com 41 teclas é a seguinte:
| Registro                                 | Teclado      |
| ---------------------------------------- | ------------ |
| Master (1 som grave, 2 médios e 1 agudo) | Fá ao Lá     |
| Bassoon (Som grave)                      | Fá 2 ao Lá 5 |
| Clarinete (Som médio)                    | Fá 3 ao Lá 6 |
| Piccolo (Som agudo)                      | Fá 4 ao Lá 7 |

Embora quando se utiliza os registros a tessitura do acordeão alcance as regiões subgrave e superaguda, a notação é feita como se estivesse utilizando o registro Master ou Clarinete (respeitando a regra de notação para os Baixos), de modo que a notação jamais vai acontecer acima do Lá 6 na Clave de Sol ou abaixo do Ré ou Dó 2 na clave de Fá.
Num acordeão de quatro vozes as notas do registro clarinete costumam vir repetidas, sendo uma na afinação padrão e a outra com uma ligeira desafinação tendendo ao mais grave.
Não foi adicionada a tessitura das notas e acordes nos baixos em virtude da falta de padronização. Em outras palavras, a tessitura neste aspecto varia muito de acordo com a marca, modelo e origem do instrumento.

## No Brasil
O acordeão foi trazido ao Brasil por colonizadores e imigrantes europeus, especialmente italianos e alemães, que se instalaram no sul do país (Rio Grande do Sul, Santa Catarina e Paraná). O primeiro instrumento trazido tinha o nome de "Concertina" e era um acordeão  Cromático de 120 botões.
O acordeão era muito popular no Sul do Brasil em 1950, onde algumas casas chegavam a ter até 2 instrumentos. Devido a diversidade de configurações foi facilmente adaptado pela cultura que veio da Europa.
O acordeão é o instrumento de símbolo oficial do Rio Grande do Sul, onde seu projeto de lei teve votação unânime na câmara de vereadores.
Os mais notáveis acordeonistas de acordeon piano do sul são Adelar Bertussi, Honeyde Bertussi, Albino Manique, Edson Dutra, Porca Véia, Luiz Carlos Borges, entre muitos outros. Já no nordeste Luiz Gonzaga, Dominguinhos, Sivuca, Oswaldinho do Acordeon, entre outros.
No auge do sucesso, havia cerca de 65 fábricas deste instrumento pelo Brasil, a maioria (52) localizadas no Rio Grande do Sul com apenas 7 fábricas localizadas fora da região sul.[carece de fontes?] Um dos mais famosos e genuinamente brasileiros foram os acordeões Todeschini, de Bento Gonçalves no RS, fechada em 1973 após um incêndio atingir a fábrica em 1971, depois disso a fábrica não conseguiu se reconstruir e o mercado de acordeons caiu no Brasil por conta da chegada da guitarra elétrica, então a fábrica voltou-se para a indústria de móveis. O acordeão Todeschini é muito apreciado ainda hoje em dia e hoje muitas oficinas se especializam nesses acordeons para poder traze-los de volta a vida.
Os mais notáveis músicos do acordeão de botão são Renato Borghetti, Chico Brasil, Hermeto Pascoal e Tio Bilia.
No Sul do Brasil o acordeão é conhecido como gaita e tem papel fundamental na música regionalista do Paraná, Santa Catarina e Rio Grande do Sul. O acordeão diatônico, por sua vez, é chamado de gaita-ponto, gaita-botoneira, gaita de botão ou simplesmente botoneira.
Tornou-se popular também no nordeste e centro–oeste do Brasil. Os primeiros gêneros (fado, valsa, polca, bugiu, caijun etc.) retratavam o folclore dos imigrantes portugueses, alemães, italianos, franceses e espanhóis.
Porém, no Nordeste (onde o acordeão é conhecido como sanfona), desde o início do século XX, mais precisamente com a construção da malha ferroviária brasileira pelos ingleses, deu-se início a um novo ritmo, o forró, característico do nordeste brasileiro, no qual um dos principais instrumentos musicais é o acordeão. No Nordeste, Luís Gonzaga do Nascimento, conhecido como o Rei do Baião, foi um importante sanfoneiro que compôs a canção "Asa Branca" (1947).